# Correios de Timor-Leste
Die Correios de Timor-Leste ist die Post Osttimors.

## Geschichte

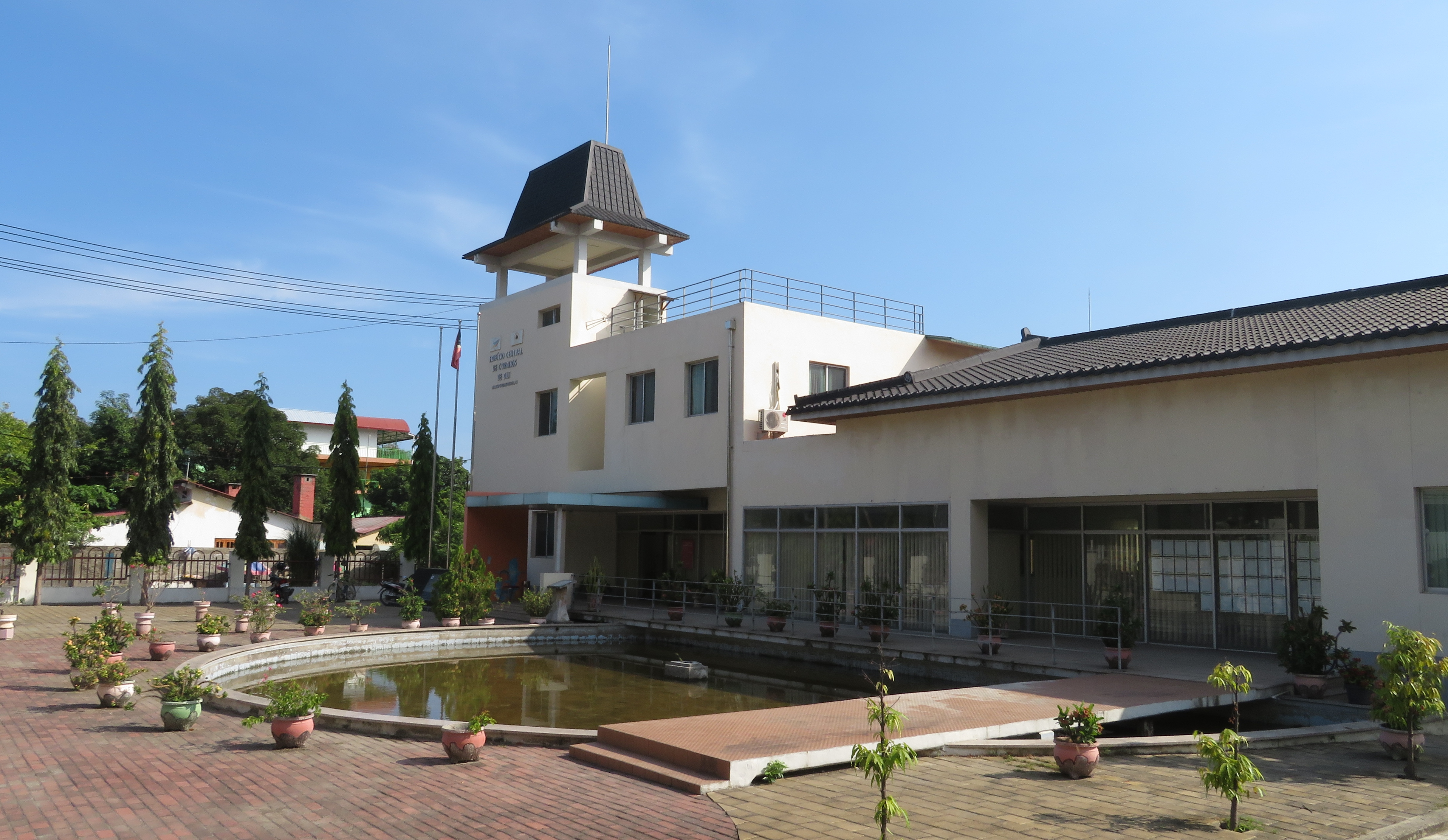
Das Zentralpostamt in Dili

Bereits in der portugiesischen Kolonialzeit gab es einen Postdienst und eigene Briefmarken für Portugiesisch-Timor. Nach der Invasion und Annexion Osttimors durch Indonesien 1975 wurden die regulären indonesischen Briefmarken verwendet.
Im April 2000 begann noch unter UN-Verwaltung der eigenständige Postdienst für Osttimor. Das Land wurde am 20. Mai 2002 unabhängig. Im selben Jahr wurde die CTL Mitglied der Associação internacional das communicações de expressão portuguesa (AICEP) und am 28. November 2003 Mitglied des Weltpostvereins. Am 8. Juni 2010 wurde das neue Hauptpostamt und Sitz der CLT in Dilis Stadtviertel Quintal Qik eröffnet.